# The Engagement Ring (film, 1912)
The Engagement Ring est un film américain de comédie réalisé par Mack Sennett, sorti en 1912.

## Fiche technique
- Réalisation : Mack Sennett
- Date de sortie : 11 mars 1912

## Distribution
- Mabel Normand
- Edward Dillon
- Dell Henderson
- Charles West